# ETL-Gruppe
Die ETL-Gruppe ist eine international operierende Unternehmensgruppe mit den Schwerpunkten Steuer-, Rechts- und Unternehmensberatung sowie Wirtschaftsprüfung. Die Abkürzung ETL steht für „European Tax & Law“.

## Geschichte
Anfang der 1970er Jahre schlossen sich Franz-Josef Wernze (1948–2023) und Klaus F. K. Schmidt zur Ausübung des Berufes als Steuerberater zusammen. Sie strebten ein erweitertes Kanzleikonzept an, das steuerliche, wirtschaftliche und rechtliche Beratung aus einer Hand ermöglichen sollte. Diese Geschäftsidee führte Franz-Josef Wernze in der Folgezeit fort und entwickelte einen Unternehmensverbund, der seit dem Jahre 1995 unter der Marke „ETL“ geführt wird.

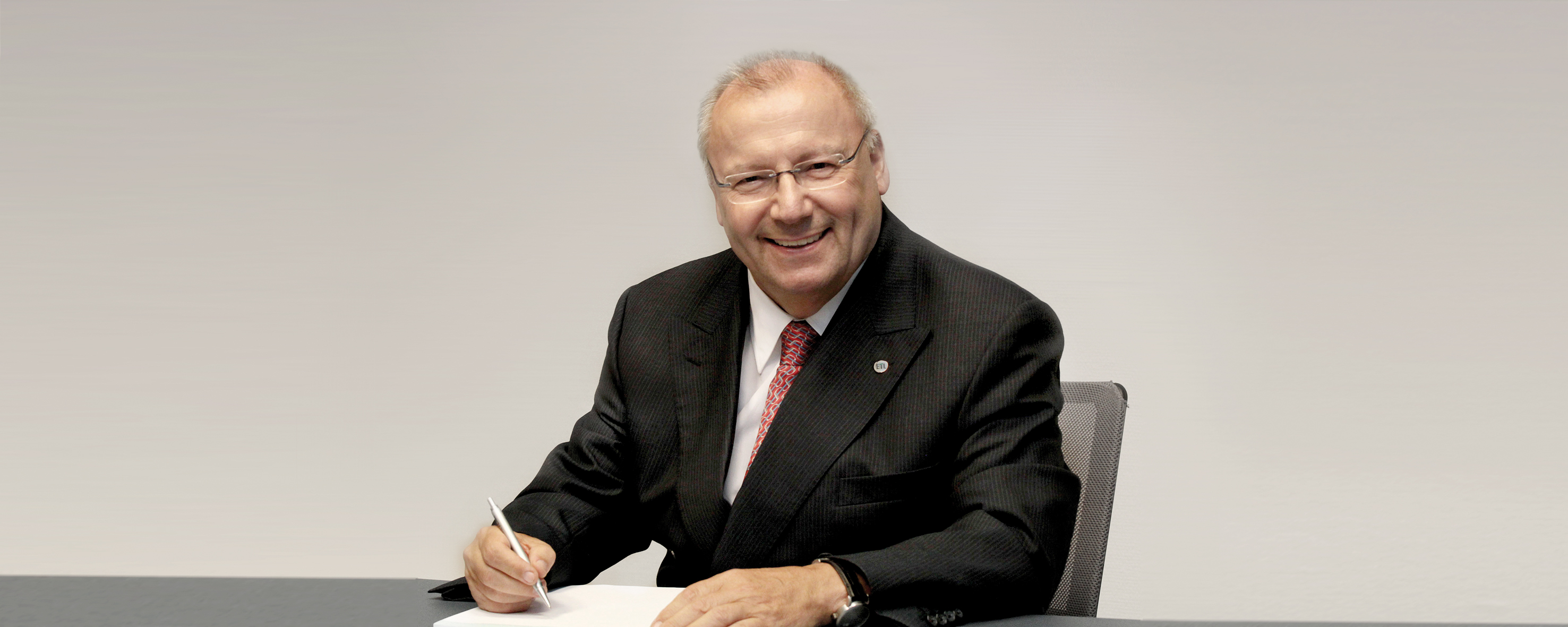
Franz-Josef Wernze, vor 2011

Es wurden viele Kanzleien übernommen, bei denen der Inhaber ausschied.

## Gruppenstruktur
Die ETL-Gruppe ist unter dem Dach der ETL AG Steuerberatungsgesellschaft zusammengefasst. Gruppenintern nimmt die ETL AG Steuerberatungsgesellschaft gemeinsam mit den Tochterunternehmen
- Freund & Partner GmbH Steuerberatungsgesellschaft, Berlin, seit 1990[4]
- RCU Vermögensverwaltung AG, Essen, und
- eurodata AG, Saarbrücken, seit 1992[5]

zentrale Holdingaufgaben wahr. Diese umfassen z. B. strategische Grundsatzentscheidungen sowie das gruppenweite Finanz-, Beteiligungs- und Risikomanagement.
Während die Steuerberatungsleistungen im Teilkonzern von der Freund & Partner GmbH Steuerberatungsgesellschaft zusammengefasst sind, werden branchenspezifische Softwarelösungen sowie Rechenzentrumskapazitäten unter der Leitung der eurodata AG in einem eigenständigen Teilkonzern angeboten. Daneben werden über den Teilkonzern der RCU Vermögensverwaltung komplementierende Beratungs- und Finanzdienstleistungen mit dem Schwerpunkt auf den steuerberatenden Berufszweig bereitgestellt.
Ergänzend koordinieren die ETL Rechtsanwälte GmbH, Essen, sowie die ETL AG Wirtschaftsprüfungsgesellschaft, Berlin, das Rechtsberatungsgeschäft sowie die Wirtschaftsprüfungstätigkeiten der ETL-Gruppe.
Unter der Marke „ETL Global“ arbeiten die internationalen Partner von ETL weltweit an mehr als 1.300 Standorten in über 50 Ländern zusammen. Neben diesem Kooperationsnetzwerk umfasst „ETL Global“ die Beteiligungen der ETL-Gruppe in europäischen Zielmärkten, wie z. B. Österreich, der Tschechischen Republik, Spanien, Polen, Großbritannien und Niederlande.
Zur ETL-Gruppe gehört außerdem die 2014 gegründete felix1.de AG Steuerberatungsgesellschaft.

## Soziales Engagement und Sportförderung
Im Jahre 2008 wurde die ETL-Stiftung „Kinderträume“ gegründet. Seither wurden deutschlandweit insbesondere bedürftige und kranke Kinder und Jugendliche mit  Hilfsprojekten unterstützt.
Darüber hinaus ist die ETL-Gruppe über einen vom Beratungsgeschäft separierten Unternehmenszweig in der Förderung des Breiten- und Leistungssports tätig.

## Bekannte Mitarbeiter
- Marcel Gerds